# Village Canadiana
Le village Canadiana est un ancien musée en plein air situé à Rawdon au Québec (Canada). Le site de 55,6 hectares est composé de 45 bâtiments reproduisant un village rural du Québec du XIXe siècle. Il est le fruit du collectionneur Earl T. Moore. Bien que fermé au public, il sert toujours de lieu de tournage pour divers films et séries télévisées.

## Histoire
Le village est le fruit du collectionneur Earl T. Moore et de son cousin. Les deux ont acheté plusieurs bâtiments des environs qui étaient menacés de destruction, pour les déplacer sur le site du village. Certains bâtiments sont en fait des créations qui ont été construites en tant que décors de film lors de tournages sur le site, et qui ont été conservés ensuite.

## Collection
Le village Canadiana est composé de 45 bâtiments, dont 22 maisons, une église .

## Filmographie
Le village a servi de site de tournage de plusieurs films comme la Chasse-Galerie : La légende et I'm Not There. On y a tourné aussi des séries télévisées comme Les Belles Histoires des pays d'en haut et Au nom du père et du fils.